# Wohnweg

Querschnitt eines nicht befahrbaren Wohnweges

Ein Wohnweg ist ein schmaler Weg mit begrenzter Länge. Er dient zur Erschließung von Grundstücken und gehört zu den Anliegerstraßen. Wohnwege können als nicht befahrbar oder befahrbar ausgewiesen werden.

## Nicht befahrbarer Wohnweg
Nicht befahrbare Wohnwege sind ausschließlich dem Fußgängerverkehr gewidmet und entsprechend baulich gestaltet. Diese Erschließung ist vorzugsweise für Gebiete mit Einfamilienhäusern geeignet, kann aber auch in Bereichen mit mehrgeschossigen Gebäuden angewendet werden.
Der befestigte Weg erhält eine Mindestbreite von 1,5 m. Auf beiden Seiten des befestigten Weges sind Grünstreifen vorzusehen, die in der Summe mindestens 2,5 m breit sind. Somit ergibt sich eine Gesamtbreite von mindestens 4,0 m.

## Befahrbarer Wohnweg
Der befahrbare Wohnweg ist für den Fußgängerverkehr und beschränkt für den Kraftfahrzeugverkehr durch Anlieger vorgesehen. Fußgänger haben gegenüber dem Fahrverkehr Vorrang.
Die Länge des Wohnweges ist abhängig von der Geschosszahl der angrenzenden Gebäude:
| Geschosszahl | max. Länge des Wohnwegs |
| ------------ | ----------------------- |
| 1 bis 2      | 80 m                    |
| 3            | 60 m                    |
| 4 oder mehr  | 50 m                    |